# Фрідріх Панцінгер
Фрідріх «Фріц» Панцінгер (нім. Friedrich «Fritz» Panzinger; 1 лютого 1903, Мюнхен — 8 серпня 1959, Мюнхен) — співробітник СД, гестапо і кріпо, оберфюрер СС і оберст поліції. Кавалер Німецького хреста в сріблі.

## Біографія
У 1920-х рр. працював в Мюнхенській поліції разом з майбутнім шефом гестапо Генріхом Мюллером.
Член НСДАП з 1931 року. З 10 липня 1933 по жовтень 1938 року - член СА. В 1939 році перейшов у СС.
21 жовтня 1931 був переведений до Берліна.
З 1 грудня 1934 року — асесор в уряді Баварії. У 1940 році призначений начальником групи «А» (марксисти, комуністи, реакціонери, ліберали; заходи загальної безпеки і протидія саботажу) гестапо.
29 липня 1940 був призначений аташе поліції при німецькому посольстві в Софії, працював на цій посаді з серпня 1940 по вересень 1941 року, крім «рішення поліцейських питань», в його завдання входило «консультування болгарської поліції».
З 4 вересня 1943 року — начальник поліції безпеки і СД в Ризі; одночасно очолював айнзатцгрупу СД «А». Повернувся до Берліна 20 травня 1944 року і знову очолив групу «А» гестапо.
З 20 липня 1944 року — начальник 5-го управління РСХА (кримінальна поліція) замість учасника Липневої змови группенфюрера СС Артура Небе; займав цю посаду до падіння рейху.
Після капітуляції Німеччини переховувався. 18 листопада 1946 року був заарештований радянською окупаційною владою; на допитах в радянських спецслужбах дав свідчення про боротьбу німецької контррозвідки проти «Червоної капели». Військовим трибуналом військ МВС Московського округу 22 березня 1952 р. засуджений до 25 років ув'язнення.
11 жовтня 1955 р. переданий владі ФРН. Працював у службі зовнішньої розвідки ФРН.
У 1959 році, після того, як було розпочато розслідування справи про вбивство французького генерала Густава Месне (якого 19 січня 1945 року в районі міста Носса розстріляли есесівці), наклав на себе руки, чекаючи арешту за звинуваченням у сприянні масовим вбивствам.

## Звання[2]
- Обершарфюрер СА

- Гауптштурмфюрер СС (20 квітня 1939)
- Штурмбаннфюрер СС (9 листопада 1939)
- Оберштурмбаннфюрер СС (1 січня 1941)
- Штандартенфюрер СС (20 квітня 1943)
- Оберфюрер СС (23 вересня 1944)
- Оберст поліції (14 жовтня 1944)

## Нагороди[2]
- Цивільний знак СС (1937)
- Німецька імперська відзнака за фізичну підготовку в сріблі (№ 51 529)
- Спортивний знак СА в бронзі
- Німецький кінний знак в бронзі

### Друга світова війна
- Орден «За громадянські заслуги» (Болгарія) 3-го класу (23 вересня 1941)
- Хрест Воєнних заслуг
  - 2-го класу (30 січня 1942)
  - 2-го класу з мечами (1 грудня 1942)
  - 1-го класу з мечами (30 січня 1944)
- Залізний хрест 2-го класу (8 травня 1944) — за боротьбу з партизанами в імперському комісаріаті Остланд.
- Німецький хрест в сріблі (24 листопада 1944) — за заслуги в придушенні Липневої змови.